# Lactobacillus plantarum
Lactobacillus plantarum è una specie di batterio appartenente alla famiglia delle Lactobacillaceae, genere Lactobacillus. 
Facendo parte del genere Lactobacillus, L. plantarum si presenta di forma bacillare, con la possibilità di formare lunghe catene di bacilli o di disporsi a “palizzata” (modalità di disposizione detta anche a lettere cinesi). 

## Metabolismo
L. plantarum possiede un metabolismo eterofermentante facoltativo, quindi produce acido lattico (in presenza di carboidrati esosi) oppure acido lattico ed alcol etilico, subito ossidato a acido acetico (in presenza di carboidrati pentosi). È uno dei pochi ceppi di lattobacilli (assieme al Lactobacillus caucasicus) che non esercita attività presamica sul latte (non provoca cioè proteolisi e coagulazione delle caseine).
L. plantarum è un batterio Gram-positivo - aerotollerante che cresce a 15 °C (59 °F) ma non a 45 °C (113 °F) e produce entrambi gli isomeri di acido lattico ( D and L). I lattobacilli sono insoliti in quanto possono respingere l'ossigeno ma non hanno catena respiratoria o citocromo l'ossigeno consumato alla fine finisce con perossido di idrogeno. Il perossido, si presume, agisce come un'arma per escludere i batteri concorrenti dalla fonte di cibo. Al posto dell'enzima protettivo superossido dismutasi presente in quasi tutte le altre cellule tolleranti l'ossigeno, questo organismo accumula quantità millimolari di manganese polifosfato. Il manganese è anche usato da L. plantarum in pseudo-catalasi per abbassare i livelli di ossigeno reattivo. Poiché la chimica con cui i complessi di manganese proteggono le cellule dai danni dell'ossigeno è sovvertita dal ferro, queste cellule non contengono praticamente atomi di ferro; al contrario, una cellula di Escherichia coli di un volume comparabile contiene oltre un milione di atomi di ferro. Per questo motivo L. plantarum non può essere usato per creare enzimi attivi che richiedono un heme complesso come catalasi vere.
Il "Lactobacillus plantarum", come molte specie di lactobacillus può essere coltivato usando il MRS agar.
È stato riscontrato nei neonati con coliche bassi livelli di Lattobacilli intestinali e un aumento di coliformi (E. Coli).

## Ceppi
Alcuni dei ceppi più utilizzati sono:
- Lactobacillus plantarum K21
- Lactobacillus plantarum PS128

## Isolamento in natura
In natura L. plantarum viene isolato da varie nicchie ambientali. Molto frequentemente viene isolato da materiale vegetale e dalle feci umane, sottolineando così che L. plantarum presenta caratteristiche che lo rendono adatto a sopravvivere nel nostro tratto gastro-enterico. Spesso è stato anche isolato dalla saliva umana e da acque reflue. Anche gli alimenti acidi o fermentati, che non hanno visto coinvolto L. plantarum nella loro preparazione, rappresentano delle ottime matrici per l'isolamento del microrganismo.

## Applicazioni terapeutiche
Perché è abbondante di origine umana e facile da coltivare molti ceppi di L. plantarumsono stati testati per gli effetti sulla salute. È stato recentemente identificato come probiotico, che suggerisce il suo valore per ulteriori ricerche e applicazioni. 
Uno studio del 2012 ha inoltre dimostrato la capacità di contrastare 4 biotipi di Escherichia coli, che causano la gastroenterite acuta, grazie alla produzione di batteriocine. L. plantarum  ha significative attività antiossidanti e aiuta anche a mantenere la permeabilità intestinale. È in grado di sopprimere la crescita del batterio che produce gas nell'intestino e può aiutare alcuni pazienti che soffrono di IBS Aiuta a creare l'equilibrio dei microbi e stabilizzare i pattern degli enzimi digestivi. Lactobacillus plantarum è stato trovato in esperimenti per aumentare fattore neurotrofico cerebrale ippocampale, il che significa che L. plantarum può avere un ruolo benefico nel trattamento della depressione. L'abilità di L. plantarum di sopravvivere nel tratto gastrointestinale umano lo rende un possibile veicolo di consegna 'in vivo' per composti terapeutici o proteine.

## Applicazioni nell'industria alimentare
È un microrganismo molto utilizzato nell'industria alimentare, dove trova il maggior impiego nei preparati vegetali come crauti, olive in salamoia, cetrioli in salamoia. Viene anche usato per le preparazioni di alcune paste madri per la produzione di pane, in alcuni formaggi, in insaccati fermentati e nella stagionatura dello stoccafisso. L. plantarum è anche uno dei batteri maggiormente usati come inoculo negli insilati, dove, in condizioni di anaerobiosi, acidifica il substrato in maniera ottimale tramite la produzione di acido lattico e acido acetico. In questa fase inoltre produce anche molte proteine che vengono poi ritrovate nel prodotto finale. La capacità ligno-cellulosolitica è di primo rilievo nello studio di ceppi di L. plantarum ingegnerizzati per la produzione di alcol o di basi zuccherine.

### Sillaggio
Il Lactobacillus plantarum è il batterio più comune usato in insilati inoculanti. Durante le condizioni anaerobiche dell'insilagine questi organismi dominano rapidamente la popolazione microbica e entro 48 ore iniziano a produrre acidi lattici e acetici attraverso la via d'Embden-Meyerhof-Parnas, diminuendo ulteriormente la loro competizione. In queste condizioni i ceppi di  L. plantarum che producono alti livelli di proteine eterologhe hanno dimostrato di rimanere altamente competitivi. Questa qualità potrebbe consentire a questa specie di essere utilizzata come pretrattamento biologico efficace per biomassa lignocellulosica.

### Prodotti alimentari
L. il plantarum si trova comunemente nei prodotti lattiero-caseari, nella carne e in molte fermentazioni vegetali tra cui crauti, sottaceti, in salamoia olive, kimchi coreano, Ogi nigeriano, pasta madre e altri materiali vegetali fermentati e anche alcuni formaggi, salsicce fermentate e stoccafisso. Gli alti livelli di questo organismo nel cibo lo rendono anche un candidato ideale per lo sviluppo di probiotici. In uno studio del 2008 di Juana Frias et al., "L. plantarum" è stato applicato per ridurre l'allergenicità di farina di soia. Il risultato ha mostrato che, rispetto ad altri microbi la farina di soia fermentata con L. plantarum ha mostrato la più alta riduzione di IgE immunoreattività (96-99%), a seconda della sensibilità del plasma utilizzato.  L. plantarum  si trova anche in dadiah, un tradizionale latte fermentato di bufala della tribù Minangkabau, Indonesia.